# انكران (أفلا إغير)
انكران هو دُوَّار يقع بجماعة أفلا اغير، إقليم تيزنيت، جهة سوس ماسة في المملكة المغربية. ينتمي الدوّار لمشيخة أفلا إغير التي تضم 31 دوار. يقدر عدد سكانه بـ 144 نسمة حسب الإحصاء الرسمي للسكان والسكنى لسنة 2004.

## روابط خارجية
- البوابة الوطنية للجماعات الترابية
- المندوبية السامية للتخطيط